# In the Summertime
Singles de Mungo Jerry
Baby Jump
(1971)
In the Summertime est une chanson du groupe britannique Mungo Jerry, écrite et composée par son chanteur Ray Dorset, sortie en single (le premier du groupe) en juin 1970.
Elle connaît un immense succès, se classant en tête des charts dans de nombreux pays. Avec 30 millions d'exemplaires écoulés, il s'agit d'un des singles les plus vendus au monde,.
La chanson figure sur le premier album du groupe (à l'exception des pressages britanniques), simplement titré Mungo Jerry à sa sortie en 1970, rebaptisé In the Summertime par la suite. On la retrouve sur le second album, Electronically Tested, commercialisé en 1971.
Enregistrée par d'autres artistes, la version du groupe australien The Mixtures (en) se classe numéro 1 en Australie en 1970, et celle du chanteur jamaïcain Shaggy obtient un bon succès en 1995, se classant notamment 3e dans le Billboard Hot 100 sur un single double face A partagé avec le titre Boombastic, et 5e au Royaume-Uni. 

## Liste des titres
45 tours
Face A :
- In the Summertime - 3 min 40 s

Face B :
- Mighty Man - 4 min 43 s

Maxi single 33 tours
Face A :
- In the Summertime - 3 min 40 s /  Mighty Man - 4 min 43 s

Face B :
- Dust Pneumonia Blues - 5 min 49 s

## Classements hebdomadaires
| Classement (1970)                                | Meilleure place |
| ------------------------------------------------ | --------------- |
| Afrique du Sud (Springbok Radio)                 | 1               |
| Allemagne (Media Control AG)                     | 1               |
| Australie (ARIA)                                 | 1               |
| Autriche (Ö3 Austria Top 40)                     | 1               |
| Belgique (Flandre Ultratop 50 Singles)           | 1               |
| Belgique (Wallonie Ultratop 50 Singles)          | 1               |
| Canada (RPM 100 Singles)                         | 1               |
| États-Unis (Billboard Hot 100)                   | 3               |
| France (CIDD)                                    | 1               |
| Irlande (IRMA)                                   | 1               |
| Italie (Federazione Industria Musicale Italiana) | 1               |
| Norvège (VG-lista)                               | 1               |
| Pays-Bas (Nederlandse Top 40)                    | 1               |
| Pays-Bas (Single Top 100)                        | 1               |
| Royaume-Uni (UK Singles Chart)                   | 1               |
| Suisse (Schweizer Hitparade)                     | 1               |

## Certifications
| Pays              | Certifications | Date       | Unités certifiées |
| ----------------- | -------------- | ---------- | ----------------- |
| États-Unis (RIAA) | Or             | 31/08/1970 | 1 000 000         |
| Royaume-Uni (BPI) | Or             | 02/08/2024 | 400 000           |

## Version de The Mixtures
En 1970, le groupe australien de rock The Mixtures (en) reprend la chanson et se classe, comme la version originale, numéro 1 des ventes en Australie.

### Classements hebdomadaires
| Classement (1970) | Meilleure place |
| ----------------- | --------------- |
| Australie (ARIA)  | 1               |

## Version de Shaggy
En 1995, le chanteur jamaïcain Shaggy sort en single une reprise de In the Summertime, avec la participation du chanteur Rayvon, extraite de son album Boombastic.
C'est un succès dans plusieurs pays. Aux États-Unis, In the Summertime sort sur un single double face A partagé avec la chanson Boombastic et arrive notamment en tête du classement Hot R&B/Hip-Hop Songs.
En 1996, la chanson est incluse dans la bande originale du film Flipper. 

### Classements hebdomadaires
| Classement (1995)                      | Meilleure place |
| -------------------------------------- | --------------- |
| Allemagne (GfK Entertainment)          | 60              |
| Australie (ARIA)                       | 14              |
| Autriche (Ö3 Austria Top 40)           | 35              |
| Belgique (Flandre Ultratop 50 Singles) | 32              |
| États-Unis (Billboard Hot 100)         | 3               |
| États-Unis (Hot R&B/Hip-Hop Songs)     | 1               |
| Irlande (IRMA)                         | 13              |
| Nouvelle-Zélande (RMNZ)                | 4               |
| Pays-Bas (Single Top 100)              | 21              |
| Royaume-Uni (UK Singles Chart)         | 5               |
| Suède (Sverigetopplistan)              | 30              |

### Certifications
| Pays                   | Certifications | Date       | Unités certifiées |
| ---------------------- | -------------- | ---------- | ----------------- |
| Nouvelle-Zélande (BPI) | Or             | 1995       | 5 000             |
| Royaume-Uni (BPI)      | Argent         | 11/10/2019 | 200 000           |